# Polyneuropathie
 (mai 2013).
 Mise en garde médicale
Le terme polyneuropathie (on parlait aussi autrefois de « polynévrite ») est couramment confondu avec deux autres termes.
Le premier est « neuropathie périphérique ». Il regroupe de manière moins précise toutes les atteintes du système nerveux périphérique. Ceci inclut les atteintes radiculaires (ex. : hernie discale) et les mononeuropathies (atteinte d’un seul nerf) en plus des polyneuropathies.
Il est aussi confondu avec « neuropathie ». Celle-ci se réfère encore plus largement à un désordre des systèmes nerveux périphérique et central. Il s’agit d’une maladie peu fréquente dont les données épidémiologiques sont rares. Certains scientifiques approximent la prévalence à 40 malades sur 100 000 personnes.
La polyneuropathie est donc un cas particulier de neuropathie périphérique. Il s’agit d’un processus homogène d’atteintes multiples de nerfs périphériques, dont les  nerfs distaux les plus excentrés en particulier. Il existe deux types de polyneuropathie. La première touche la myéline et la seconde les axones.

## Principales causes de polyneuropathie et pathogénèse
Il existe de multiples causes pouvant provoquer une polyneuropathie. Les principales sont :
- le diabète est la première cause dans les pays développés. Quel que soit son type, il peut aboutir à une polyneuropathie axonale, touchant les membres inférieurs. Ces atteintes sont dues à des facteurs vasculaires, métaboliques et inflammatoires ;
- l'alcoolisme chronique, dans moins de 30 % des cas toutefois, est à l'origine d'une polyneuropathie avec lésion axonale, sensitivo-motrice. Elle touche essentiellement les membres inférieurs de façon symétrique. Ces atteintes spécifiques sont dues à la toxicité directe de l'alcool, et au déficit en vitamine B1 souvent associé ;
- certains cancers comme le carcinome pulmonaire à petites cellules peuvent provoquer une polyneuropathie ;
- le VIH est aussi une cause de polyneuropathie.

Il existe aussi des causes plus rares. Elles peuvent être génétiques comme la maladie de Charcot-Marie-Tooth. Un effet indésirable médicamenteux peut aussi provoquer une polyneuropathie, tout comme les toxines ou le syndrome de Guillain-Barré.

## Tableau clinique
Une polyneuropathie présente des atteintes sensitivo-motrices diffuses et de répartitions distales, prédominantes aux membres inférieurs, et des atteintes du système nerveux autonome. Le degré de ces atteintes dépend de la cause sous-jacente.

### Symptômes
Les symptômes les plus courants sont les suivants :
- fourmillements ;
- douleurs ;
- diminution de sensations ;
- difficulté à marcher ;
- crampes.

### Signes cliniques
Lors de l’examen physique, le médecin peut détecter les signes cliniques suivants :
- baisse/perte des réflexes rotuliens ou achilléen ;
- atrophie musculaire ;
- douleurs provoquées à la pression des mollets ;
- hypersensibilité ;
- œdème cutané.

## Diagnostic

### Diagnostic différentiel
Les maladies du système nerveux central peuvent être difficilement distinguées des polyneuropathies. Par exemple, un engourdissement ou une faiblesse des membres inférieurs peuvent aussi être causés par une atteinte de la moelle épinière. De plus une myopathie, ou la maladie de la jonction peuvent être confondues avec le syndrome de Guillain-Barré.

### Évaluation diagnostique
Après avoir suspecté une polyneuropathie, il est essentiel de suivre la démarche d’évaluation suivante.
Chez certains patients présentant des signes de polyneuropathie, le médecin doit prescrire une étude électrodiagnostique. Il s’agit d’un électromyogramme associé à une étude de vitesse de conduction du nerf (VCN). Ceci permet de différencier une atteinte du nerf (neuropathie) ou à celle du muscle (myopathie). Dans le premier cas, cet examen permet aussi de différencier une atteinte nerveuse centrale d’une périphérique. Enfin, il sépare une axonale d’une démyélinisante. Cependant, cet examen est potentiellement douloureux.
Suivant les résultats, il est possible de préciser le diagnostic avec des tests de laboratoire, une biopsie de la peau ainsi qu’une ponction lombaire ou du muscle.
Des examens spécifiques peuvent aussi être effectués si une cause infectieuse est suspectée.

## Prise en charge
Le traitement de la polyneuropathie est avant tout le traitement de sa cause. En effet, la polyneuropathie s’étend tant que le facteur en cause n’est pas traité. La cause la plus simple à soigner est la réaction indésirable à un médicament, sachant qu'une cause infectieuse doit aussi être recherchée.

### Traitement des symptômes
La polyneuropathie étant une atteinte nerveuse, les douleurs associées sont neuropathiques. Elles peuvent être soulagées par certains types d’antidépresseur tricyclique et d’antiépileptiques (ex. : gabapentine). Il existe d’autres antiépileptiques utilisés. Cependant le gabapentine reste le plus efficace et donc le plus utilisé. Les effets indésirables observés proviennent majoritairement des antidépresseurs.
Des traitements simultanés avec des anti-inflammatoires et antidouleur (analgésique morphinique) peuvent être nécessaires lors de douleurs importantes chez certains patients. Pour les patients ayant une faiblesse importante au niveau des membres inférieurs, des attelles peuvent améliorer leur qualité de vie.
Les patients souffrant du syndrome de Guillain-Barré ont une prise en charge particulière. Ils peuvent recevoir des traitements de plasmaphérèse afin d’éliminer les anticorps de leur sang. De plus des immunoglobulines peuvent être administrées.
Les patients souffrant de polyneuropathie dont le diagnostic mettrait en évidence la présence de maladies infectieuses doivent bénéficier d'une prise en charge particulière.

### Prévention des complications
La complication la plus courante est l’apparition d’ulcère de pieds. Les patients présentant une polyneuropathie distale, en particulier les diabétiques, sont les plus sensibles à ce problème. Il est donc essentiel d’apporter une attention particulière au soin des pieds du patient.